# 松平頼亮
松平 頼亮（まつだいら よりあきら）は、江戸時代中期から後期にかけての大名。陸奥国守山藩の第3代藩主。水戸支流頼元系松平家4代。官位は従四位下・大学頭、侍従。

## 略歴
守山藩の第2代藩主・松平頼寛の3男として誕生。母は益田弥兵衛の娘曽代。
嫡子だった兄・頼篤が夭折し、嫡子となる。宝暦13年（1763年）、父の死により家督を相続した。藩財政の立て直しのため、安永3年（1774年）に矢野庄兵衛を郡奉行に任命して農村人口の減少防止、他の領への奉公人規制、風俗取締、博奕禁止などに当たらせた他、倹約令を定めた。
享和元年（1801年）死去し、次男・頼慎が跡を継いだ。

## 系譜
- 正室：栄姫 - 松平頼順娘
- 側室：高橋氏
  - 長女
  - 長男：頼孝
  - 次女：伴 - 秋月種徳婚約者のち小笠原貞温継室
- 側室：川上氏
  - 次男：頼慎
  - 三男：武田信典 - 武田護信養子
  - 四男：新田貞靖 - 由良貞陰養子
- 側室：山口氏
  - 三女：都 - 佐竹義知正室
- 側室：平氏
  - 五男：知久頼衍 - 知久頼福養子